# Západní Německo na letních olympijských hrách
Západní Německo na letních olympijských hrách startuje od roku 1968. Toto je přehled účastí, medailového zisku a vlajkonošů na dané sportovní události.

## Účast na Letních olympijských hrách
| Dějiště LOH            | LOH      | Vlajkonoš           | Zlatá medaile | Stříbrná medaile | Bronzová medaile | Celkem |
| ---------------------- | -------- | ------------------- | ------------- | ---------------- | ---------------- | ------ |
| 1968 Ciudad de México  | LOH 1968 | Wilfried Dietrich   | 5             | 11               | 10               | 26     |
| 1972 Mnichov           | LOH 1972 | Detlef Lewe         | 13            | 11               | 16               | 40     |
| 1976 Montréal          | LOH 1976 | Hans Günter Winkler | 10            | 12               | 17               | 39     |
| 1980 Moskva            | 1980     |                     |               |                  |                  | Ne     |
| 1984 Los Angeles       | LOH 1984 | Willi Kuhweide      | 17            | 19               | 23               | 59     |
| 1988 Soul              | LOH 1988 | Reiner Klimke       | 11            | 14               | 15               | 40     |
| Celkem                 | 5        |                     | 56            | 67               | 81               | 204    |
| Zdroj na Olympedia.org |          |                     |               |                  |                  |        |